# Aurora Williams
Aurora Williams, née le 13 août 1962 à Antofagasta, est une ingénieure commercial et femme politique chilienne. Elle est ministre des Mines depuis le 16 août 2023 dans le gouvernement du président Gabriel Boric.
Elle fut auparavant également ministre des Mines entre 2014 et 2018, pendant la seconde présidence de Michelle Bachelet. En mars 2018, elle est la première personne à être resté pendant l'ensemble d'un mandat présidentiel, quatre ans, au ministère des Mines.

## Famille et études
Aurora Williams est née  à Antofagasta. Elle est la fille de Federico Williams Rojo et de Rina Ester Baussa Ortiz.
Elle a étudié l'ingénierie commerciale à l'Université catholique du Nord, est diplômée d'une maîtrise en gestion et administration des affaires de l'Université de Lérida en Espagne et un MBA en gestion et formation des affaires de l'IEDE Business School Chile.
Elle est mariée à Homero Francisco Bonilla Pizarro depuis 2000 et a une fille.

## Carrière professionnelle
Aurora Williams possède une expérience professionnelle à la fois aux services public et privé, où elle a occupé des postes de direction dans diverses entreprises.
Elle a occupé les fonctions de responsable clientèle et de responsable administrative et financière au sein de la société de services sanitaires d'Antofagasta, puis de responsable clientèle au sein de la société sanitaire Aguas d'Antofagasta. Ses principales fonctions étaient directement liées à la gestion des ressources, à la planification des objectifs et aux acquisitions.
Elle a ensuite été directrice administrative et financière du concessionnaire portuaire d'Antofagasta, une entreprise qui gérait 60% des expéditions de l'exploitation minière privée dans la région d'Antofagasta, liée au groupe économique Luksic.

## Parcours politique

### Secrétaire ministérielle d'Antofagasta
Membre du Parti radical (PR), elle est nommée secrétaire ministérielle  des Travaux publics de la région d'Antofagasta pendant le premier gouvernement de Michelle Bachelet, entre 2006 et 2010.
Elle fut notamment responsable de la supervision des investissements en infrastructures dans la région. lors de ses fonctions, elle a du gérer la reconstruction de la zone touchée par le tremblement de terre de Tocopilla en 2007.

### Ministre des Mines de Michelle Bachelet
En mars 2014, elle est nommée ministre des Mines, devenant ainsi la deuxième femme à occuper ce ministère, après Karen Poniachik entre 2006 et 2008, pendant le premier gouvernement de Michelle Bachelet.
Pendant sa gestion en tant que ministre, le caractère secret de la Loi sur le cuivre réservé (es) a été supprimé, tandis que la capitalisation de Codelco a été approuvée pour le financement des projets structurels. Mais également, la loi qui crée un mécanisme de stabilisation des prix du cuivre pour l'exploitation minière à petite échelle a été créée.
Sa gestion est aussi marquée par la fermeture de plusieurs projets miniers, notamment la fermeture définitive des projets controversés d'investissement chilien-argentin Pascua Lama et du projet d'investissement minier Dominga ont été décidés. Aurora Williams a également du faire face à la recherche de deux mineurs décidés après avoir aux inondations dans la mine de Cerro Bayo à Chile Chico.
En outre, la Commission nationale du lithium a été créée dans le but de créer une politique publique pour l'exploitation du lithium au Chili. Parmi les principales conclusions de cette commission figurent la définition du lithium comme un minéral stratégique et la suggestion de déterminer l'État chilien comme le propriétaire. Néanmoins, après diverses négociations, Corfo a convenu avec la société minière privée SOQUIMICH l'exploitation du minéral jusqu'en 2030.
À ce jour, Williams est la première et la seule personne dans l’histoire du ministère des Mines à avoir effectué un mandat présidentiel complet, entre le 11 mars 2014 et le 11 mars 2018.

### Secrétaire exécutive de la municipalité d'Antofagasta
Entre mars et octobre 2018, elle a été secrétaire exécutive municipale de Développement social de la municipalité d'Antofagasta , nommée par la maire de droite Karen Rojo, provoquant l'agacement du Parti radical à l'époque.

### Ministre des Mines de Gabriel Boric
Le 16 août 2023, elle est à nouveau nommée ministre des Mines dans le gouvernement du président Gabriel Boric. Elle remplace Marcela Hernando (es), membre du Parti radical.